# اسکات دیویس (بازیکن فوتبال زاده ۱۹۸۸)
اسکات دیویس (انگلیسی: Scott Davies؛ زادهٔ ۱۰ مارس ۱۹۸۸) بازیکن فوتبال اهل بریتانیا است.
از باشگاه‌هایی که در آن بازی کرده‌است می‌توان به باشگاه فوتبال ویلدستون، باشگاه فوتبال کراولی تاون، باشگاه فوتبال یئوویل تاون، باشگاه فوتبال ردینگ، باشگاه فوتبال بریستول راورز، باشگاه فوتبال آکسفورد یونایتد، باشگاه فوتبال دانستیبل تاون، باشگاه فوتبال وایکام واندررز، و باشگاه فوتبال آلدرشات تاون اشاره کرد.
وی همچنین در تیم‌های ملی فوتبال جمهوری ایرلند و زیر ۲۱ سال جمهوری ایرلند بازی کرده‌است.